# Nora (forteresse)
Pour les articles homonymes, voir Nora (homonymie).
Nora (Kodja ou Hassan-Dagh dans l'actuelle Turquie) est un bourg fortifié situé au sud de la Cappadoce durant l'Antiquité. Les fortifications ont sans doute été érigées au VIe siècle av. J.-C. sous le règne de Cyrus II, fondateur de l'empire perse. C'est à Nora qu'Eumène de Cardia se réfugie entre 320 et 319 av. J.-C., poursuivi par Antigone le Borgne durant les guerres des diadoques.